# Przemysław Stańczyk
Przemysław Stańczyk (° Szczecin, le 12 février 1985), est un nageur polonais, spécialiste des 400 et 800 m nage libre.

## Biographie
Przemysław Stańczyk est étudiant en éducation physique à l'Université de Szczecin.
Il participe à ses premiers Jeux olympiques en 2004 où il se classe neuvième de l'épreuve du 400 m nage libre, avec un temps de 3 min 49 s 22. Dans cette même discipline, il termine trois fois quatrième aux Championnats d'Europe de natation 2004 en petit bassin à Vienne, aux Championnats du monde de 2005 à Montréal et aux Championnats d'Europe de natation 2006 à Budapest.
En 2007 à Melbourne, il est deuxième de l'épreuve du 800 m nage libre des Championnats du monde, derrière le Tunisien Oussama Mellouli et, avec un temps de 7 min 47 s 91, il pulvérise son propre record national de près de 3 secondes. Le 11 septembre 2007, soit presque six mois après ce résultat, la médaille d'or lui est attribuée après la disqualification prononcée à l'encontre du nageur tunisien par le tribunal arbitral du sport.

## Palmarès

### Championnats du monde de natation
- Championnats du monde de natation 2007 à Melbourne  Australie
  -  médaille d'or de l'épreuve du 800 m nage libre (Temps 7 min 47 s 91)[1]

### Championnats d'Europe de natation en petit bassin
- Championnats d'Europe de natation 2006 en petit bassin à Helsinki  Finlande
  -  médaille d'argent de l'épreuve du 400 m nage libre (Temps 3 min 39 s 92)